# Arcade Records
Arcade Records (later: Arcade Music Benelux) is een van oorsprong Brits platenlabel, dat zich oorspronkelijk toelegde op het uitbrengen van compilatiealbums. Tegenwoordig is het actief als digitaal platform op Spotify.

## Geschiedenis
De onderneming werd halverwege 1972 opgericht door Laurence Myers, die sinds de jaren zestig actief was geweest in de Britse muziekindustrie voor onder meer David Bowie, The Sweet, Gary Glitter en The Rolling Stones. Het label specialiseerde zich in twee soorten compilatiealbums: die met een aantal hits van één artiest, of die met een verzameling hits van verschillende artiesten. Voor deze platen werd op de televisie stevig reclame gemaakt in spotjes en een aantal van deze verzamelplaten waren commercieel dan ook zeer succesvol. Samen met concurrent K-tel was Arcade de eerste Europese platenmaatschappij die zo haar platen aan de man probeerde te brengen. Van de allereerste release van Arcade in het Verenigd Koninkrijk, 20 Fantastic Hits uit de zomer van 1972, werden meteen meer dan 200.000 exemplaren verkocht. 
Zowel Arcade als K-tel brachten hun verzamelingen aan de man met de subtitel "20 Original Hits, 20 Original Stars". Dat was een belangrijke aanvulling, omdat in die tijd de Britse compilatiemarkt werd overspoeld met goedkope lp's waarop onbekende artiesten bekende hits naspeelden (zonder dat deze anonieme artiesten werden genoemd). Een bekende, maar voor veel muziekliefhebbers ook beruchte serie was Top of the Pops.
Het succes van Arcade in het Verenigd Koninkrijk bleef echter beperkt. Na 20 Fantastic Hits werd nooit meer de eerste plaats bereikt met een multi-artist verzamelalbum, hoewel er met de one-artist verzamelaars nog drie keer de eerste plaats werd bereikt.
Tegen het einde van de jaren zeventig was Arcade in het Verenigd Koninkrijk amper meer in staat om de hitlijsten te halen, waardoor het label langzaam maar zeker van de markt verdween. In de jaren '90 kwam het weer terug, met onder meer de serie Dance Classics en de Britse versie van Turn Up the Bass, Groovy Ghetto.

## Nederland
Niet lang na het eerste succes in het Verenigd Koninkrijk werd in Nederland een vestiging voor de Benelux geopend: Arcade Records Benelux. In 1973 werd met de eerste plaatuitgave in Nederland, 20 Fantastic Hits (dezelfde titel en artwork als het album hierboven, maar met een andere tracklisting), meteen al de eerste nummer 1-hit bereikt. Tussen 1973 en 1984 stonden zo'n honderd multi-artist-albums van Arcade (en sublabels als Trent, Crown en Villa) in de Nederlandse albumlijst genoteerd, plus nog enkele tientallen one-artist-verzamelaarplaten. De meeste van deze Nederlandse muziekuitgaven zijn herkenbaar aan het bestelnummer, dat met de lettercode ADEH begint.
De Beneluxvestiging, in Naarden en later Nieuwegein, werd sinds 1979 geleid door Herman Heinsbroek, die daarvoor bij platenmaatschappij CBS had gewerkt. Terwijl de oorspronkelijke moedermaatschappij in het Verenigd Koninkrijk op sterven na dood was, boekte Heinsbroek met zijn eigen compilaties veel succes. Het was dan ook niet zo verwonderlijk dat hij in 1984 het moederbedrijf aankocht. Het was het begin van een enorme expansie van het bedrijf.

## Groei
De groei die in de tweede helft van de jaren tachtig werd ingezet, was grotendeels te danken aan de snel opkomende cd-markt. Veel consumenten wilden hun favoriete muziek, die ze al jaren op vinyl in bezit hadden, vervangen door cd's. De meeste consumenten wilden dit liever doen aan de hand van verzamel-cd's dan door de complete catalogus van hun favoriete artiest te moeten kopen. Succesvolle cd's met oud materiaal waren onder meer Dance Classics en Pop in je Moerstaal. Ook succesvol waren de one-artist verzamelaars van bijvoorbeeld Supertramp (The Very Best of Supertramp).
Rond 1989 werd de housemuziek snel populair en Arcade wist daar als een van de eerste grote platenmaatschappijen van te profiteren. Omdat de individuele housetracks vaak moeilijk verkrijgbaar waren voor de platenkopers, waren de verzamel-cd's van Arcade met deze tracks heel populair. Turn up the Bass, Houseparty en - begin jaren negentig - Happy Hardcore leverden enorme verkoopaantallen op. De opkomende eurodance in het begin van de jaren negentig leverde de bron van de succesvolle Megadance-serie.

Tot 2001 stonden ruim zeshonderd albums van Arcade in de Nederlandse albumlijst genoteerd.

## Verkoop en huidige status
Inmiddels was bij Arcade het een en ander veranderd. Door het succes kon Heinsbroek zijn bedrijf snel uitbouwen tot een internationaal multi-mediabedrijf, met belangen in uitgeverijen, radio- en tv-zenders (o.a. Radio 10 Gold en TMF), video en winkels (The Music Store). In 1995 werd het bedrijf verkocht aan (kranten-) uitgever Wegener. Dat bleek echter geen succesvolle aankoop, zodat Wegener in de jaren daarna de verschillende divisies weer van de hand deed.
De muziekdivisie ging in 2000 een joint venture aan met het destijds nog Nederlandse platenlabel Roadrunner Records, waardoor een van de grootste indie-platenlabels ter wereld ontstond. Roadrunner werd uiteindelijk verkocht aan Warner Music en Arcade (inmiddels onder de naam CNR Entertainment) ging zelfstandig door en concentreerde zich verder op de Nederlandse markt. 
Herman Heinsbroek was in 2001 kort minister van Economische Zaken voor de LPF in het kabinet-Balkenende I.
In 2011 bracht CNR de cd- en dvd-compilatie De Beste Zangers van Nederland uit en herintroduceerde hiermee opnieuw het label Arcade. Volgens CNR bleek na marktonderzoek dat "de bekendheid en positieve associatie met de merknaam Arcade onvoorstelbaar groot is."
Anno 2019 is ArcadeNL (zoals het nu heet) voornamelijk actief als digitaal platform dat playlists samenstelt voor o.a. Spotify. Het materiaal van de playlists is afkomstig uit de catalogus van moederbedrijf CNR, dat ook de catalogi van het oude Arcade beheert.

## Succesvolle series
Enkele succesvolle cd-series die in grote aantallen zijn verkocht zijn onder anderen:
- Turn Up the Bass
- Thunderdome
- Synthesizer Greatest
- Pop in je moerstaal
- Dance Classics
- Happy hardcore
- Mega Dance